# منشأة الخزان
قرية منشاة الخزان هي إحدى القرى التابعة لمركز دمنهور في محافظة البحيرة في جمهورية مصر العربية. حسب إحصاءات سنة 2006، بلغ إجمالي السكان في منشاة الخزان 5795 نسمة، منهم 2915 رجل و2880 امرأة.